# Corpataux-Magnedens
Corpataux-Magnedens is een voormalige gemeente in het Zwitserse kanton Fribourg, en maakt deel uit van het district Saane/Sarine.

## Geschiedenis
De gemeente ontstond op 1 januari 1999 door de fusie van de toenmalige gemeenten Corpataux en Magnedens. In 2016 is de gemeente gefuseerd naar de nieuwe fusiegemeente Gibloux.
- Gemeinsame Normdatei: 1108133959
- Historisch woordenboek van Zwitserland: 046300
- Virtual International Authority File: 305980933
- WorldCat: E39PBJdWVPBcDyPTfgqrG6kqwC